# L-プロリンアミドヒドロラーゼ
L-プロリンアミドヒドロラーゼ(L-proline amide hydrolase、EC 3.5.1.101)は、(S)-ピペリジン-2-カルボキシアミド アミドヒドロラーゼ((S)-piperidine-2-carboxamide amidohydrolase)という系統名を持つ酵素である。以下の化学反応を触媒する。
(1) (S)-ピペリジン-2-カルボキシアミド + 水{\displaystyle \rightleftharpoons }(S)-ピペリジン-2-カルボン酸 + アンモニア
(2) L-プロリンアミド + 水{\displaystyle \rightleftharpoons }L-プロリン + アンモニア